# Râul Turia, Cașin
Râul Turia este un curs de apă, afluent al râului Cașin. Se formează la confluența a două brațe: Balvanyos și Pârâul Sărat în dreptul localității Băile Balvanyos

## Hărți
- Harta munții Bodoc-Baraolt  Arhivat în 29 ianuarie 2014, la Wayback Machine.
- Harta județul Covasna